# Louis Althusser
Louis Althusser (Bir Mourad Raïs, Argélia, 16 de outubro de 1918 — Paris, 22 de outubro de 1990) foi um filósofo do Marxismo Estrutural de origem Francesa nascido na Argélia.
Seu nome foi uma homenagem ao seu tio paterno, que havia morrido na Primeira Guerra Mundial. Segundo o filósofo, sua mãe pretendia casar-se com esse tio, mas, após a morte deste e apenas em função disso, casou-se com o pai de Althusser. Ele também acreditava ser tratado como um substituto do tio falecido pela mãe, ao que ele atribui um grande dano psicológico.
Após a morte de seu pai, Althusser, sua irmã e sua mãe se mudaram para Marseille, onde ele cresceu. Em 1937 ele se uniu ao movimento da juventude católica. Althusser era um aluno brilhante, sendo aceito no prestigiado École Normale Supérieure (ENS) em Paris. Entretanto, ele não pôde freqüentar a escola, pois estava convocado para a Segunda Guerra Mundial  e ficou aprisionado na Alemanha. Althusser era um prisioneiro relativamente feliz, permanecendo no campo até o final da guerra, ao contrário dos demais soldados, que fugiram para lutar - motivo pelo qual Althusser se puniu mais tarde.
Após a guerra, finalmente Althusser pôde frequentar a ENS. Entretanto, sua saúde mental e psicológica estava severamente abalada, tendo, inclusive, recebido a terapia de eletrochoques em 1947. A partir de então, Althusser sofreu de enfermidades periódicas durante o resto de sua vida. A ENS foi simpática a sua condição, permitindo que ele residisse em seu próprio quarto na enfermaria, onde ele viveu por décadas, a não ser em períodos de internação hospitalar.
Marxista, filiou-se ao Partido Comunista Francês em 1948. No mesmo ano, tornou-se professor da ENS. Em 1946 Althusser conheceu Hélène Rytmann, uma revolucionária de origem judaico-lituana, oito anos mais velha. Ela foi sua companheira até 16 de novembro de 1980, quando foi estrangulada pelo próprio Althusser, num surto psicótico. As exatas circunstâncias do ocorrido não são conhecidas - uns afirmam ter se tratado de um acidente; outros dizem que foi um ato deliberado. Althusser afirma não se lembrar claramente do fato, alegando que, enquanto massageava o pescoço da mulher, descobriu que a tinha matado. A justiça considerou-o inimputável no momento dos acontecimentos e, em conformidade com a legislação francesa, foi declarado incapaz e inocentado em 1981.
Cinco anos mais tarde, em seu livro L'avenir dure longtemps, Althusser refletiu sobre o fato, pretendendo reivindicar uma espécie de responsabilidade por seus atos quando do assassinato, o que gerou uma polêmica entre seus correligionários e detratores, sobre tal responsabilidade ser filosófica ou real. Althusser não foi preso mas foi internado no Hospital Psiquiátrico Sainte-Anne, onde permaneceu até 1983. Após esta data, ele se mudou para o norte de Paris, onde viveu de forma reclusa, vendo poucas pessoas e não mais trabalhando, a não ser em sua autobiografia. Louis Althusser morreu de ataque cardíaco em 22 de outubro de 1990, aos 72 anos.

## Pensamento
Diversas posições teóricas de Althusser permaneceram muito influentes na filosofia marxista . O ensaio Sur le jeune Marx, constante de Pour Marx, faz uso de um termo do filósofo da ciência Gaston Bachelard ao propor um "corte epistemológico" (coupure épistémologique) entre os escritos do jovem Marx, inspirados em Hegel e Feuerbach, e seus textos posteriores, propriamente marxistas. Seu ensaio Marxisme et Humanisme, também de Pour Marx, é uma forte afirmação de anti-humanismo na teoria marxista, condenando ideias como o "potencial humano" e o "ser-da-espécie" (Gattungswesen), que são frequentemente apresentadas por marxistas como uma superação da ideologia burguesa de humanidade. No ensaio Contradiction et surdétermination, Althusser usa o conceito de sobredeterminação, oriundo da psicanálise (uberdeterminierung), a fim de substituir a ideia de "contradição" por um modelo mais complexo de casualidade múltipla, em situações políticas (uma ideia muito próxima do conceito de hegemonia de Antonio Gramsci).
A rejeição dos hegelianos parte da própria negação de estruturas hegelianas em Marx, onde a totalidade expressiva de Hegel cede lugar, na proposta althusseriana, ao "todo-estruturado". É um todo sobredeterminado com níveis e instâncias relativamente autônomas: na configuração social há, diferente da lógica dialética, "todos parciais", sem prioridade de um centro. Em nível do econômico opera-se a rejeição da unicausalidade econômica da história e das lutas sociais atribuindo-se a instâncias, até então determinadas do discurso marxista (como o político e ideológico), o peso de instâncias decisivas, dominantes em ser determinantes. Essa renovação na explicação marxista dos processos sociais superou efetivamente os extremismos de se imputar invariavelmente a causa econômica a todos os acontecimentos sociais e políticos, negando-se a realidade dos fatos ou invertendo-se a sua lógica. A rejeição da totalidade expressiva hegeliana, que nos marxistas anteriores significava determinação e dominância só do econômico, ganha assim estatuto de verdade e respeitabilidade na análise social. Althusser satisfaz, nesse caso, o problema do político dominando historicamente sobre (às vezes até contra) o econômico na sociedade.
Althusser é amplamente conhecido como um teórico das ideologias, e seu ensaio mais conhecido é Idéologie et appareils idéologiques d'état (Ideologia e Aparelhos Ideológicos do Estado). O ensaio estabelece seu conceito de ideologia, que relaciona o marxismo com a psicanálise. A ideologia, para ele, deriva dos conceitos do inconsciente e da fase do espelho (de Freud e Lacan, respectivamente), e descreve as estruturas e sistemas que permitem um conceito significativo do eu. Estas estruturas, para Althusser, são tanto agentes de repressão quanto são inevitáveis - é impossível escapar das ideologias ou não lhes ser subjugado.
A ideologia, para Althusser, é a relação imaginária, transformada em práticas, reproduzindo as relações de produção vigentes. Na realização ideológica, a interpelação, o reconhecimento, a sujeição e os Aparelhos Ideológicos de Estado (AIE), são quatro categorias básicas.
Em seu discurso sobre a Ideologia é patente sua preocupação em encontrar o lugar da submissão espontânea, o seu funcionamento e suas consequências para o movimento social.
Para ele, a dominação burguesa só se estabiliza pela autonomia dos aparelhos (de produção e reprodução) isolados.
O mito do Estado, como entidade incorporada pelos cidadãos e como instituição acima da sociedade, aparece, também no estruturalismo marxista de Althusser sob a forma de "a instituição além das classes e soberana". Assim os Aparelhos Ideológicos do Estado são a espinha dorsal de sua teoria.
A teoria dos Aparelhos Ideológicos de Estado constrói uma visão monolítica e acabada de organização social, onde tudo é rigidamente organizado, planejado e definido pelo Estado, de tal sorte que não sobra mais nada para os cidadãos. Não há mais nenhuma alternativa a não ser a resignação ante o Estado onipresente e absolutamente dominante.
A visão extremamente simplista dos aparelhos ideológicos como meros agentes para garantir o desempenho do Estado e da ideologia atraiu para Althusser as frequentes críticas de funcionalismo. Isto se deve ao fato de que ele não inclui nas suas preocupações questionamentos sobre o surgimento desses aparelhos ideológicos e sobre sua lógica, conforme a época. Não há a noção de continuidade histórica e cada fase é uma fase em si, dentro da qual as diferentes instituições se articulam, sempre de forma relativa. Assim a igreja - ou a religião -, por exemplo, não é o resultado de uma sedimentação histórico-cultural de ideias e visões do mundo, trabalho de séculos dos organizadores da cultura; não, a igreja é a instituição e seu funcionamento só é captado dentro da lógica respectiva do momento analisado. A dimensão da "tradição de todas as gerações mortas que oprime como um pesadelo o cérebro dos vivos" (Marx) desaparece.

## A obra
Althusser é considerado um dos principais nomes do estruturalismo francês dos anos 1960, juntamente com Claude Lévi-Strauss, Jacques Lacan, Michel Foucault ou Jacques Derrida. Marxista, filiou-se ao Partido Comunista Francês em 1948. No mesmo ano, tornou-se professor da École Normale Supérieure.
Autor de obras lidas e traduzidas no mundo inteiro como Lire Le Capital (1965), Pour Marx (1965) ou Positions (1976).
Muitos manuscritos foram publicados após a sua morte dando uma imagem completa dessa obra rica, radical e contraditória
Sua principal tese é o anti-humanismo teórico que consiste em afirmar a primazia da luta de classes e criticar a individualidade como produto da ideologia burguesa. Sua fama se deve também ao fato de ter cunhado o termo "aparelhos ideológicos de Estado" e analisado a ideologia como espécie de prática em toda e qualquer sociedade e não somente como erro ou engano que o suposto iluminismo eliminaria. Uma excelente mas incompleta biografia foi publicada em francês por Yan Moulier-Boutang. A melhor apresentação de sua obra em inglês foi feita por Gregory Elliot.
Os primeiros trabalhos de Althusser incluem o volume Lire le Capital, que coleta a análise de Althusser e seus estudantes durante uma releitura filosófica d'O capital de Karl Marx. O livro reflete sobre o status filosófico da teoria marxista como "crítica da Economia política" e sobre sua finalidade.
Diversas posições teóricas de Althusser permaneceram muito influentes na filosofia marxista. O ensaio Sur le jeune Marx, constante de Pour Marx, faz uso dum termo do filósofo da ciência Gaston Bachelard ao propor uma "ruptura epistemológica" entre os escritos do jovem Marx, inspirados em Hegel e Feuerbach, e seus textos posteriores, propriamente marxistas. Seu ensaio Marxisme et Humanisme, também de Pour Marx, é uma forte afirmação de antihumanismo na teoria marxista, condenando ideias como o "potencial humano" e o "ser-da-espécie" (Gattungswesen), que são frequentemente apresentadas por marxistas como uma superação da ideologia burguesa de humanidade. No ensaio Contradiction et surdétermination, Althusser usa o conceito de superdeterminação, oriundo da psicanálise, a fim de substituir a ideia de "contradição" por um modelo mais complexo de casualidade múltipla, em situações políticas (uma ideia muito próxima do conceito de hegemonia de Antonio Gramsci).
Althusser também é amplamente conhecido como um teórico das ideologias, e seu ensaio mais conhecido é Idéologie et appareils idéologiques d'état (Notes pour une recherche). O ensaio estabelece seu conceito de ideologia, também originário do conceito gramsciano de hegemonia. Ao passo que a hegemonia é determinada, em última análise, por forças políticas, a ideologia se deriva dos conceitos do inconsciente e da fase do espelho (de Freud e Lacan, respectivamente), e descreve as estruturas e sistemas que permitem um conceito significativo do eu. Estas estruturas, para Althusser, são tanto agentes de repressão quanto são inevitáveis - é impossível escapar das ideologias ou não ser-lhes subjugado. A distinção entre ideologia e ciência, ou filosofia, não é assegurada em definitivo pela "ruptura epistemológica": esta ruptura não é um evento determinado cronologicamente, mas sim um processo. Ao invés de uma vitória assegurada, tem-se uma luta contínua contra a ideologia: "A ideologia não tem história".

### Os Aparelhos Ideológicos de Estado

#### O Estado
A tradição marxista concebe o estado como um aparelho repressivo, uma máquina de repressão que permite às classes dominantes assegurar a sua dominação sobre a classe operária, extorquindo desta última a mais-valia. O Estado é, antes de qualquer coisa, o Aparelho de Estado, termo que compreende não somente o aparelho especializado, mas também o exército (que intervém como força repressiva de apoio em última instância), o Chefe de Estado, o Governo e a Administração, definindo o Estado como força de execução e de intervenção repressiva a serviço da "classe dominante".

#### O essencial da teoria marxista do Estado
O Estado (e sua existência em seu aparelho) só tem sentido em função do poder de Estado (manutenção ou tomada do poder de Estado), muito embora eles sejam duas coisas distintas entre si. O Aparelho de Estado pode permanecer de pé sob acontecimentos políticos que afetem a posse do poder de Estado.
Para os clássicos do marxismo:
- O Estado é o Aparelho repressivo;
- Deve-se distinguir o poder de "Estado" do "Aparelho de Estado";
- O objetivo da luta de classes diz respeito ao poder de Estado e, consequentemente, à utilização do Aparelho de Estado pelas classes;
- O proletariado deve tomar o poder do Estado para destruir o aparelho burguês existente, substituí-lo em uma primeira etapa por um aparelho de Estado completamente diferente (proletário) e elaborar nas etapas posteriores um processo radical, o da destruição do Estado (fim do poder de Estado e de todo Aparelho de Estado).

#### Os Aparelhos Ideológicos de Estado (AIE)
Os clássicos do marxismo, em sua prática política, trataram do Estado como uma realidade mais complexa do que a definição da teoria marxista do Estado; porém, não a exprimiram numa teoria correspondente.
Gramsci também o fez:  para ele, o Estado não se resumia ao Aparelho (repressivo) de Estado, compreendendo também um certo número de instituições da sociedade civil. Entretanto, Gramsci não sistematizou suas intuições, que permaneceram no estado de anotações.
Na teoria marxista, o Aparelho (repressivo) de Estado compreende o governo, a administração, o exército, a polícia, os tribunais, a prisões, etc. Repressivo porque o Aparelho de Estado em questão funciona através da violência (física ou não, como a violência administrativa), pelo menos em situações limite.
Os Aparelhos Ideológicos de Estado designam realidades que se apresentam na forma de instituições distintas e especializadas. São eles:
- AIE religiosos (o sistema das diferentes Igrejas);
- AIE escolar (o sistema das diferentes escolas públicas e privadas);
- AIE familiar;
- AIE jurídico;
- AIE político (o sistema político, os diferentes Partidos);
- AIE sindical;
- AIE cultural (Letras, Belas Artes, esportes, cinema, teatro, etc.);
- AIE de informação (a imprensa, o rádio, a televisão, etc.).

Os Aparelhos Ideológicos de Estado não se confundem com o Aparelho (repressivo) de Estado, consistindo nos seguintes pontos essa diferença:
- Existe um único Aparelho (repressivo) de Estado, enquanto que existe uma pluralidade de Aparelhos Ideológicos de Estado;
- Enquanto que o Aparelho (repressivo) de Estado pertence inteiramente ao domínio público, a maior parte dos Aparelhos Ideológicos de Estado remete ao domínio privado. Tais instituições privadas podem ser consideradas Aparelhos Ideológicos de Estado, pois a distinção entre o público e o privado é intrínseca ao Direito burguês e o domínio do Estado lhe escapa, estando além do Direito. O Estado (da classe dominante) não é nem público e nem privado, sendo a condição de distinção entre estes dois últimos. Não importa se as instituições que compõem os Aparelhos Ideológicos de Estado são públicas ou privadas, o que importa é o seu funcionamento e instituições privadas podem funcionar perfeitamente como Aparelhos Ideológicos de Estado. Gramsci também chegou a essa conclusão;
- O Aparelho Repressivo de Estado funciona predominantemente através da violência e secundariamente através da ideologia, enquanto que os Aparelhos Ideológicos de Estado funcionam predominantemente através da ideologia e secundariamente através da violência, seja ela atenuada, dissimulada ou simbólica. Os Aparelhos Ideológicos de Estado moldam por métodos próprios de sanções, exclusões e seleções não apenas seus funcionários, como também as suas ovelhas.

Embora diferente, constantemente combinam suas forças. Apesar de sua aparência dispersa, os Aparelhos Ideológicos de Estado funcionam todos predominantemente através da ideologia, que é unificada sob a ideologia da classe dominante. Então, além de deter o poder do Estado e, consequentemente, dispor do Aparelho (repressivo) de Estado, a classe dominante também é ativa nos Aparelhos Ideológicos de Estado.
De fato, nenhuma classe pode, de forma duradoura, deter o poder do Estado sem exercer sua hegemonia sobre e nos Aparelhos Ideológicos de Estado simultaneamente. Comprovando sua afirmação, Althusser alerta para a preocupação de Lênin em revolucionar, entre outros, o Aparelho Ideológico de Estado escolar, de modo a permitir ao proletariado soviético que se apropriara do poder garantir o próprio futuro da ditadura do proletariado e a passagem para o socialismo.
A partir dessa afirmação, pode-se concluir que os Aparelhos Ideológicos de Estado são meios e também lugar da luta de classes, pois neles a classe no poder não dita tão facilmente a lei quanto no Aparelho (repressivo) de Estado e também porque a resistência das classes exploradas pode neles encontrar formas de se expressar.
Assim, de forma bastante resumida, distingue-se o poder de Estado do Aparelho de Estado, o qual compreende dois corpos:  o corpo das instituições que constituem o Aparelho Repressivo do Estado e o corpo das instituições que representam a unidade dos Aparelhos Ideológicos de Estado. Atualmente, todo Aparelho Ideológico de Estado concorre – cada um da maneira que lhe é própria – para um mesmo fim, que é a reprodução das relações de produção, isto é, das relações de exploração capitalista.

#### Althusser e a Educação - O Aparelho Ideológico de Estado escolar
No passado, o número dos Aparelhos Ideológicos de Estado era maior, sendo a Igreja o dominante, reunindo funções religiosas, escolares, de informação e de cultura. A Revolução Francesa resultou não apenas na transferência do poder do Estado para a burguesia capitalista comercial, resultando também no ataque ao Aparelho Ideológico de Estado número um - a Igreja -, substituída em seu papel dominante pelo Aparelho Ideológico de Estado escolar. Na verdade, enquanto o Aparelho Ideológico de Estado político ocupava o primeiro plano no palco, na coxia o Aparelho Ideológico de Estado escolar foi estabelecido como dominante pela burguesia.
A escola se encarrega das crianças de todas as classes sociais desde a mais tenra idade, inculcando nelas os saberes contidos da ideologia dominante (a língua materna, a literatura, a matemática, a ciência, a história) ou simplesmente a ideologia dominante em estágio puro (moral, educação cívica, filosofia). E nenhum outro Aparelho Ideológico de Estado dispõe de uma audiência obrigatória por tanto tempo (6h/5dias por semana) e durante tantos anos - precisamente no período em que o indivíduo é mais vulnerável, estando espremido entre o Aparelho Ideológico de Estado familiar e o Aparelho Ideológico de Estado escolar.
Segundo Althusser, raros são os professores que se posicionam contra a ideologia, contra o sistema e contra as práticas que os aprisionam. A maioria nem sequer suspeita do trabalho que o sistema os obriga a fazer ou, o que é ainda pior, põem todo o seu empenho e engenhosidade em fazê-lo de acordo com a última orientação (os métodos novos). Eles questionam tão pouco que pelo próprio devotamento contribuem para manter e alimentar essa representação ideológica da escola, que hoje faz da Escola algo tão natural e indispensável quanto era a Igreja no passado.
Althusser tradicionalmente se afirmava como marxista, mas seu modo de pensar a educação também pode ser enquadrado na perspectiva funcionalista-durkheimiana, já que em Althusser a educação tem uma papel tão fundamental quanto em Durkheim. Mas enquanto este último analisa a conservação do "equilíbrio social", Althusser busca a ruptura, a revolução. Para Althusser, o papel da educação e suas operações são determinados fora dela, na base econômica da sociedade – perspectiva um tanto próxima a da de Bourdieu embora este último tenha incluído a especificidade da reprodução do capital simbólico.

### Teoria
Althusser foi o primeiro crítico-reprodutivista no qual a teoria crítico-reprodutivista foi proposta (em suas várias vertentes) por teóricos franceses de esquerda, identificados com o marxismo, críticos da sociedade capitalista, defensores do ideário de Maio de 1968.
Os crítico-reproduvistas denunciam o caráter perverso da escola capitalista, onde a escola da maioria reduz-se totalmente à inculcação da ideologia dominante, enquanto as elites se apropriam do saber universal nas escolas particulares de boa qualidade, reproduzindo, assim, as contradições inerentes e necessárias ao capitalismo.
O enfoque crítico-reprodutivista enfatiza o aspecto político em detrimento da técnica, denunciando o caráter reprodutor da escola. A escola é vista como reprodutora porque fornece às diferentes classes e grupos sociais, formas de conhecimento, habilidades e cultura que não somente legitima a cultura dominante, mas também direcionam os alunos para postos diferenciados na força do trabalho (Giroux, 1988).
A perspectiva crítico-reprodutivista se revela capaz de fazer a crítica do existente, de explicitar os mecanismos desse existente, mas não tem proposta de intervenção na realidade. Limita-se apenas a constatar que é assim e não pode ser de outra forma.
Saviani rotula as teorias de Althusser, Bourdieu/Passeron e Baudelot/Establet de crítico-reprodutivista. Segundo ele, a teoria pedagógica crítico-reprodutivista erra porque acredita que a educação não tem poder de determinar as relações sociais, ao mesmo tempo em que é por elas determinada. Ela pressupõe, erroneamente que, dada uma sociedade capitalista, a educação apenas e tão somente reproduz os interesses do capital. Por isso, ela "não apresenta proposta pedagógica, além de combater qualquer uma que se apresente", deixando os educadores de esquerda que atuem em sociedades capitalistas sem perspectivas: sua única alternativa honesta seria abandonar a ação educacional, que seria sempre "necessariamente reprodutora das condições vigentes e das relações de dominação (características próprias da sociedade capitalista)".

### Espetáculo Teatral
Althusser foi interpretado, em 1995, pelo ator Rubens Corrêa no espetáculo " O Futuro Dura Muito Tempo" com direção de Marcio Viana. Em 2000 o ator John Vaz interpretou Althusser no espetáculo " Os Fatos ", com direção de Stênio Garcia no Teatro Museu da República RJ.